# Poste-frontière de Derby Line–Stanstead
Le poste frontalier de Derby Line–Stanstead est un poste-frontière situé entre la province canadienne de Québec et l’État américain du Vermont. Depuis 2009, des barrages ont été mis en place dans les rues Church Street, Lee Street, et Ball Street, pour empêcher le passage de la frontière là où n'existe aucun contrôle. Ceux qui veulent passer d'un pays à l'autre doivent le faire ici ou au poste frontalier de Derby Line–Rock Island, situé à l'est de la ville.
Le poste de contrôle côté États-Unis a été bâti en 1936 à une centaine de mètres de la frontière actuelle. Le poste canadien actuel a lui été bâti en 1970, l'ancien poste, juste à côté, a été depuis transformé en restaurant.
Plusieurs bâtiments sont positionnés à cheval sur la frontière entre le Canada et les États-Unis. Le plus connu est la bibliothèque et salle d'opéra Haskell, construite en 1904 au bénéfice des communautés des deux pays.